# Neucy
Neucy est un hameau belge de la Région wallonne situé en province de Liège dans la commune de Stoumont.
Avant la fusion des communes, ce hameau faisait partie de la commune de Chevron.

## Situation
Ce hameau ardennais se situe à proximité de la N.66 Huy - Trois-Ponts, sur la rive droite de la Lienne. Le hameau de Habiémont se trouve sur la rive opposée.

## Description
Neucy concentre ses quelques anciennes habitations en moellons de grès au bord de la Lienne. Certaines possèdent une toiture en ardoises.
Le hameau est traversé par le sentier de grande randonnée 571.